# Maurizio De Angelis
Maurizio De Angelis (Rocca di Papa, 22 febbraio 1947) è un cantautore, compositore e arrangiatore italiano.
Con il fratello Guido De Angelis ha creato il duo degli Oliver Onions, e hanno composto insieme molte colonne sonore.

## Biografia
Dopo gli studi in composizione e armonia, forma con il fratello il gruppo dei Black Stones, che diventa in seguito G & M; nello stesso periodo incomincia l'attività di session man per l'RCA Italiana; partecipa così alla realizzazione di molti dischi di artisti di questa casa discografica. Uno dei dischi più importanti in cui suona è senza dubbio La vita, amico, è l'arte dell'incontro, realizzato nel 1969 da Sergio Endrigo, Vinícius de Moraes, dove ha l'occasione di suonare insieme con il grande chitarrista brasiliano Toquinho.
È coautore delle musiche delle fiction Il maresciallo Rocca e Il maresciallo Rocca e l'amico d'infanzia. Autore anche delle musiche della fiction Doc West, nel 2012 compone e canta la canzone My son che viene utilizzata come colonna sonora per la fiction Rai La vita che corre con Barbara De Rossi, Enzo Decaro, Flavio Parenti e Chiara Mastalli, prodotta dal fratello Guido. Autore della colonna sonora della fiction Rai Incantesimo e della canzone della sigla Questo incantesimo cantata da Alma Manera.

## Discografia

### Discografia solista
Album in studio
- 1969 - Una chitarra di successi (RCA Talent, TSL 10448)
- 2012 - My son (Digital Records)

## Canzoni scritte per altri artisti
Dove non specificato diversamente, i due fratelli sono autori del testo e della musica
- 1969 - Beans Occhi buoni (con il fratello Guido)
- 1970 - Angela Bini Tu felicità (con il fratello Guido e Luigi Lopez per la musica, testo di Carla Vistarini)
- 1971 - Gene Roman Trinity stand tall/Remember (con il fratello Guido)
- 1974 - Gene Roman Don't Lose control (con il fratello Guido)